# Radgonsko - Kapelske Gorice
Radgonsko - Kapelske Gorice este o arie protejată (arie specială de conservare — SAC, sit de importanță comunitară — SCI) din Slovenia întinsă pe o suprafață de 1.084,08 ha, integral pe uscat.

## Localizare
Centrul sitului Radgonsko - Kapelske Gorice este situat la coordonatele 46°38′19″N 15°57′56″E / 46.6387°N 15.9656°E.

## Înființare
Situl Radgonsko - Kapelske Gorice a fost declarat sit de importanță comunitară în aprilie 2004 pentru a proteja 2 specii de animale. Situl a fost protejat și ca arie specială de conservare în februarie 2012.

## Biodiversitate
Situată în ecoregiunea continentală, aria protejată conține 2 habitate naturale: Păduri de fag Luzulo-Fagetum, Păduri ilirice de stejar și carpen (Erythronio-Carpinion).
La baza desemnării sitului se află mai multe specii protejate de  nevertebrate (2): fluturele-tigru (Callimorpha quadripunctaria), Carabus variolosus.